# Produlești
Produlesti là một xã thuộc hạt Dâmbovița, România. Dân số thời điểm năm 2002 là 3589 người.